# Monte Baldo di Brentonico
Das FFH-Gebiet Monte Baldo di Brentonico ist ein NATURA 2000 Schutzgebiet in der italienischen Provinz Trient. Das 2120 ha große Schutzgebiet umfasst Teile der nördlichen, in der Provinz Trient liegenden Bereiche des Monte Baldo in den Gemeinden Brentonico, Mori und Nago-Torbole. Das FFH-Gebiet bildet die Kernzone des 2013 eingerichteten Parco naturale locale del Monte Baldo. Es reicht von der Bocca di Navene (1420 m s.l.m.) im Süden bis fast in die Talmulde des Lago di Loppio im Norden. In der Mitte des Schutzgebietes liegt der Monte Altissimo di Nago (2078 m s.l.m.). Es schließt unter anderem aber auch Teile der Corna Piana (1736 m s.l.m.), einschließlich des dortigen Biotopes, sowie den Monte Campo (1667 m s.l.m.) ein.

## Bedeutung
Das Schutzgebiet weist eine große Anzahl von Lebensraumtypen auf. Verantwortlich sind dafür die zahlreichen Höhenstufe, die in dem Gebiet liegen, die geographische Lage am Rand der Alpen und die Nähe des Gardasees, die sich auf die klimatischen Bedingungen auswirken. Aufgrund dessen, dass der Bergrücken des Monte Baldo während der Kaltzeiten des Pleistozän eisfrei blieb, bildet er das Habitat mehrerer Endemiten. Die Vegetationslandschaft ist zudem das Ergebnis eines ausgewogenen Verhältnisses zwischen alm- und forstwirtschaftlicher Nutzung sowie naturbelassener Bereiche. Im Spätsommer und Herbst liegt das Schutzgebiet an der Zugroute vieler Zugvogelarten.

## FFH-Lebensraumtypen
Im FFH-Gebiet Monte Baldo di Brentonico sind nach Anhang I der FFH-Richtlinie folgende schützenswerte Lebensraumtypen verzeichnet:
- Alpine und boreale Heiden
- Buschvegetation mit Pinus mugo und Rhododendron hirsutum (Mugo-Rhododendretum hirsuti)
- Alpine und subalpine Kalkrasen
- Artenreiche montane Borstgrasrasen (und submontan auf dem europäischen Festland) auf Silikatböden
- Feuchte Hochstaudenfluren der planaren und montanen bis alpinen Stufe
- Magere Flachland-Mähwiesen (Alopecurus pratensis, Sanguisorba officinalis)
- Berg-Mähwiesen
- Kalkreiche Niedermoore
- Kalk- und Kalkschieferschutthalden der montanen bis alpinen Stufe (Thlaspietea rotundifolii)
- Thermophile Schutthalden im westlichen Mittelmeerraum
- Kalkfelsen mit Felsspaltenvegetation
- Nicht touristisch erschlossene Höhlen
- Waldmeister-Buchenwald (Asperulo-Fagetum) (incl. Waldgersten-Buchenwald)
- Illyrische Rotbuchenwälder (Aremonio-Fagion)
- Montane bis alpine bodensaure Fichtenwälder (Vaccinio-Piceetea)

## Arten

### Besonders schützenswerte Arten

#### Vögel
Das Schutzgebiet weist insbesondere zahlreiche Vogelarten auf, darunter auch einige die gemäß Anhang I der EU-Vogelschutzrichtlinie besonders geschützt sind, weil deren Bestand stark gefährdet ist oder sie nur in einem sehr begrenzten Bereich wie in den Alpen vorkommen. Folgende Arten, die im Anhang I der Vogelschutzrichtlinie der EU gelistet sind, sind im FFH-Gebiet Monte Baldo di Brentonico anzutreffen. Einige Arten rasten oder überwintern nur in dem Schutzgebiet. Die mit einem (b) gekennzeichneten Arten brüten hier:
| - Auerhuhn - Birkhuhn - Habicht - Haselhuhn | - Neuntöter (b) - Ortolan - Raufußkauz - Rohrweihe | - Schlangenadler (b) - Schwarzmilan (b) - Schwarzspecht - Sperber | - Steinadler - Steinhuhn - Wachtelkönig - Wespenbussard | - Ziegenmelker |

#### Säugetiere
Unter den im Schutzgebiet vorkommenden Säugetieren finden sich folgende Art von gemeinschaftlichem Interesse gemäß Anhang II oder Anhang IV der FFH-Richtlinie:
| - Bechsteinfledermaus - Braunes Langohr - Großes Mausohr | - Haselmaus - Kleine Bartfledermaus - Kleine Hufeisennase | - Kleines Mausohr - Langfußfledermaus - Nordfledermaus | - Zwergfledermaus |

#### Amphibien und Insekten
Sowie folgende Amphibien und Insekten:
| - Gelbbauchunke - Großer Eichenbock - Hirschkäfer | - Roter Apollo - Schwarzer Apollo |

#### Flora
Unter den Pflanzen sind gemäß Anhang II der FFH-Richtlinie folgende Arten als besonders schützenswert verzeichnet:
- Gelber Frauenschuh
- Tombea-Steinbrech

Sowie folgende Arten nach Anhang IV oder Anhang V:
- Arnika
- Gelber Enzian
- Schopfteufelskralle

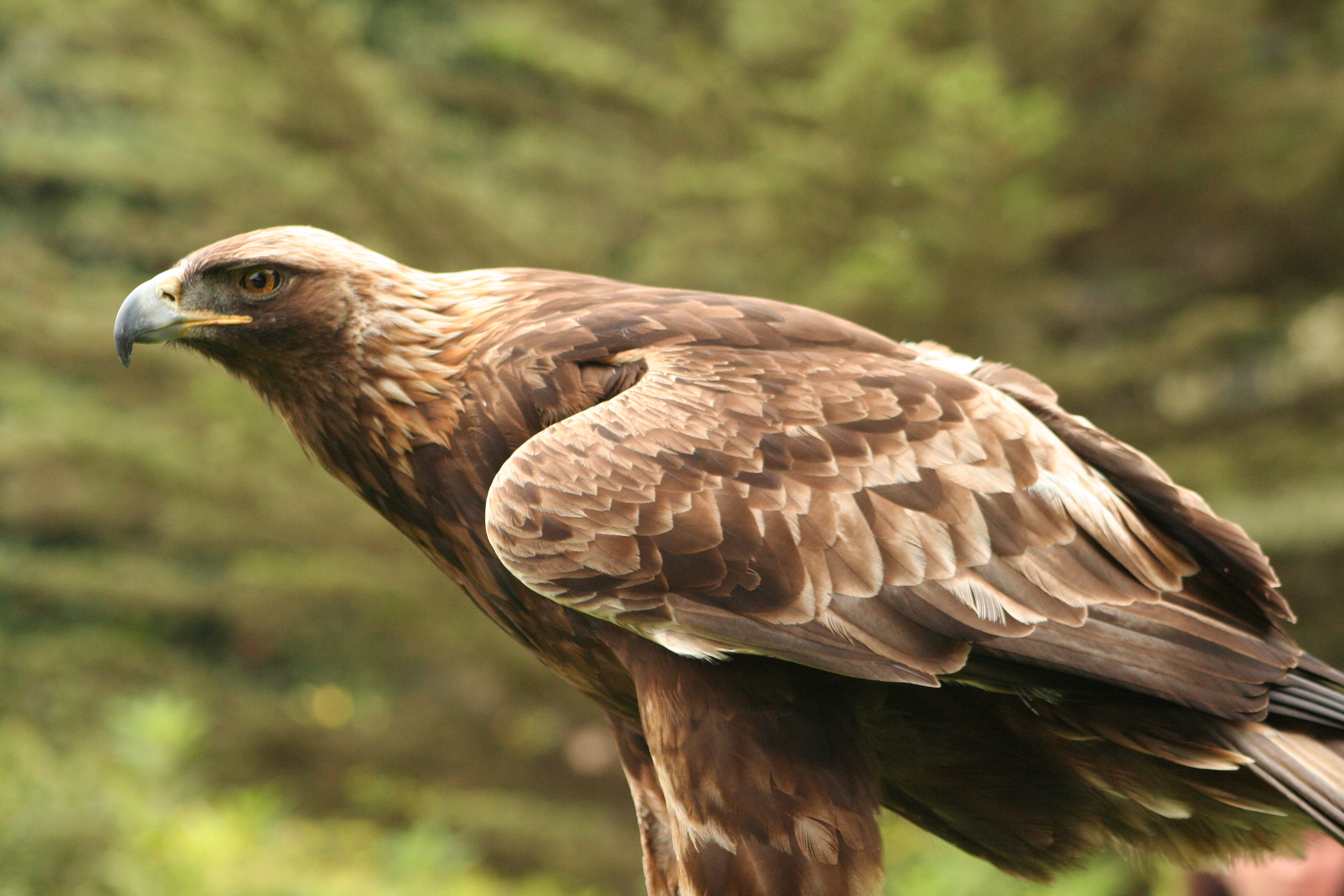
Steinadler
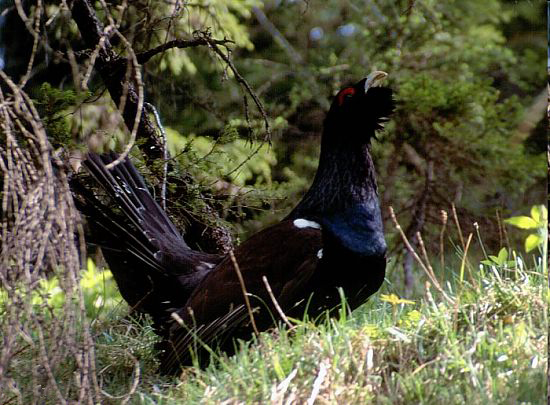
Auerhuhn
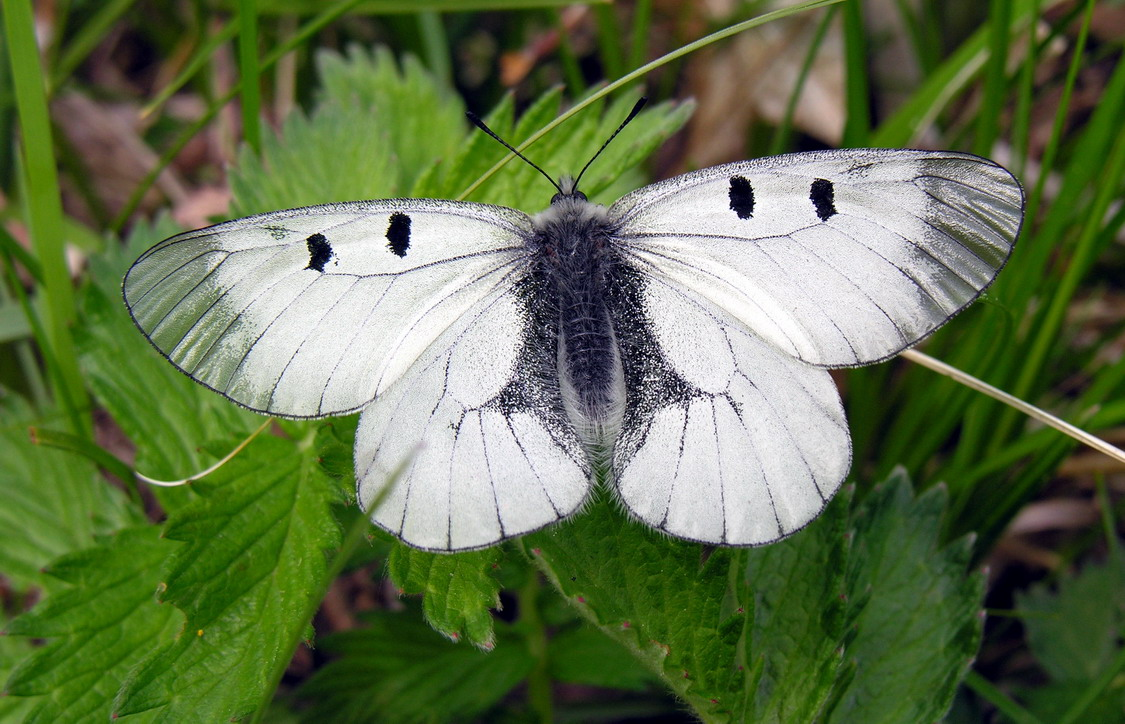
Schwarzer Apollo
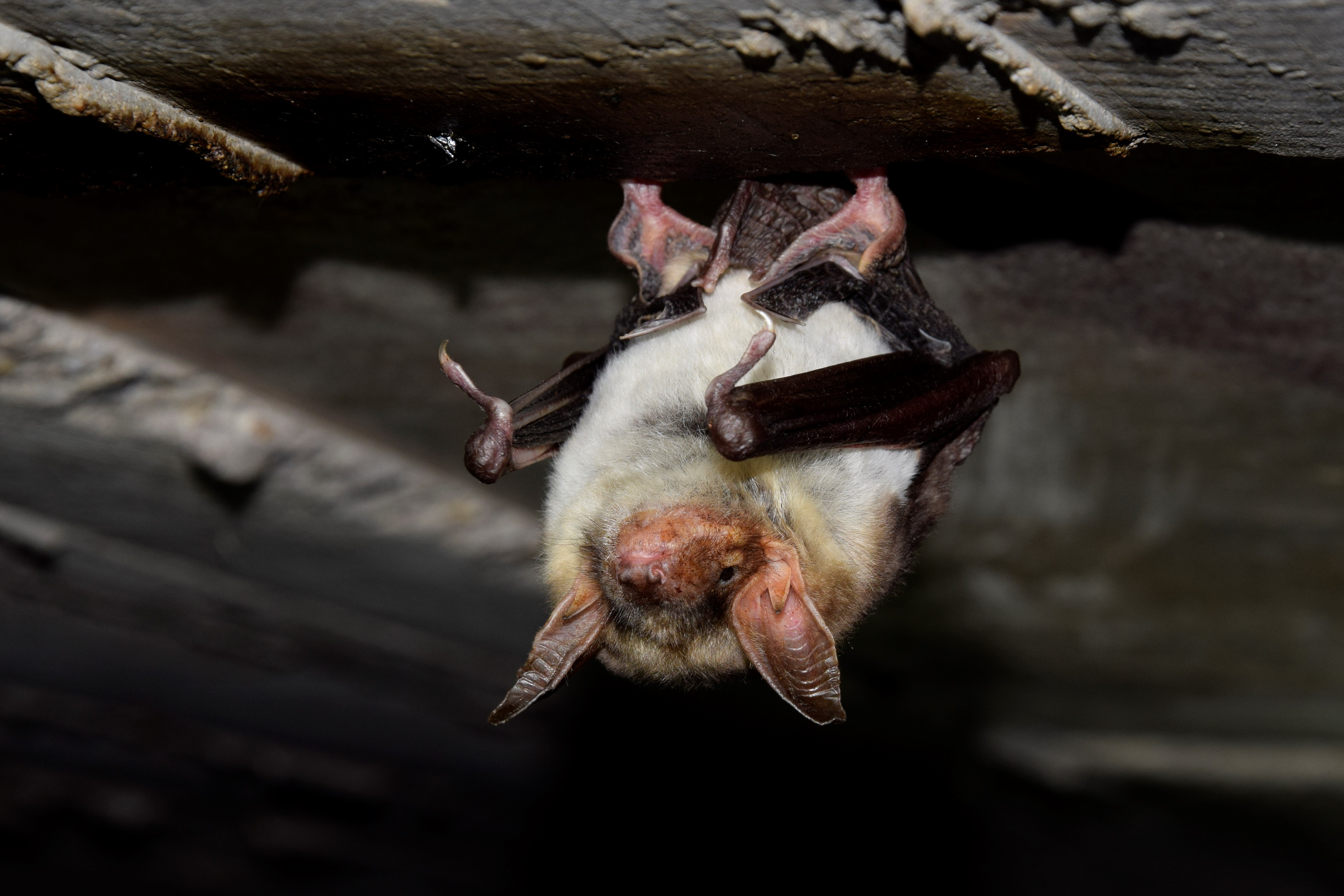
Großes Mausohr
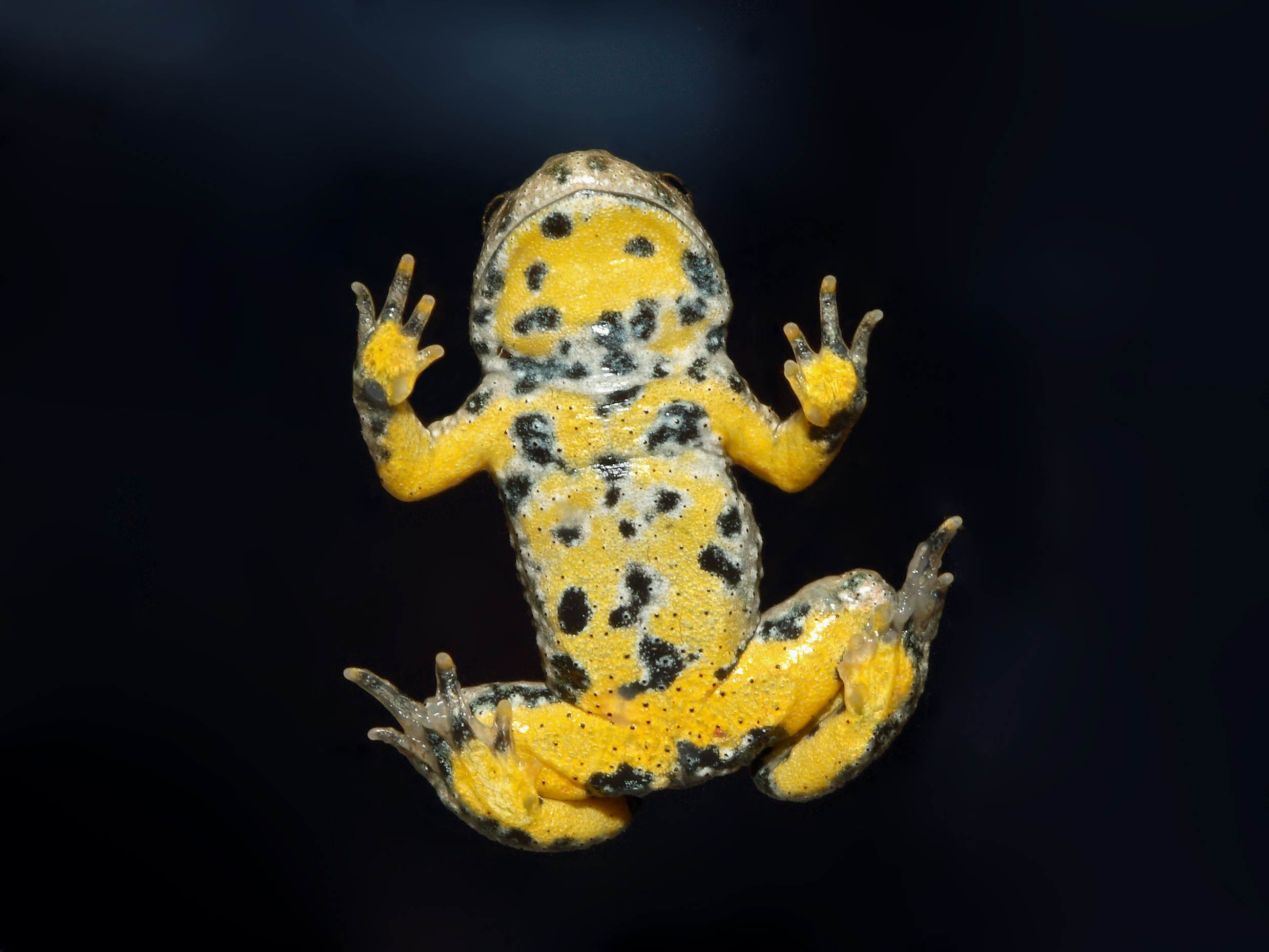
Gelbbauchunke

### Weitere vorkommende Arten

#### Vögel
Die mit einem (b) gekennzeichneten Arten brüten im Schutzgebiet.
| - Alpendohle - Alpensegler - Amsel (b) - Baumfalke - Baumpieper (b) | - Berglaubsänger - Birkenzeisig (b) - Bluthänfling (b) - Braunkehlchen (b) - Dorngrasmücke (b) | - Feldlerche (b) - Fitis - Gartengrasmücke - Gartenrotschwanz - Goldammer (b) | - Grauschnäpper (b) - Grünspecht - Klappergrasmücke (b) - Mauerläufer - Mäusebussard\| | - Mehlschwalbe (b) - Misteldrossel (b) - Rauchschwalbe (b) - Ringdrossel - Rotdrossel | - Singdrossel - Steinrötel (b) - Steinschmätzer (b) - Schwarzkehlchen (b) - Tannenhäher | - Trauerschnäpper - Turmfalke (b) - Turteltaube - Wachtel (b) - Waldbaumläufer (b) | - Waldkauz - Waldlaubsänger - Waldohreule - Waldschnepfe (b) - Wendehals (b) | - Zippammer (b) |

#### Amphibien und Reptilien
| - Aspisviper - Bergmolch - Blindschleiche | - Erdkröte - Mauereidechse - Westliche Smaragdeidechse |

#### Insekten
| - Broscosoma baldense (Käfer) - Großer Puppenräuber |

#### Säugetiere
| - Alpenmurmeltier - Alpenspitzmaus - Baummarder - Eurasisches Eichhörnchen | - Europäischer Dachs - Gämse - Gartenschläfer - Hermelin | - Mauswiesel - Reh - Rothirsch - Siebenschläfer | - Steinmarder - Waldspitzmaus - Zwergspitzmaus |

#### Flora
Unter der im Schutzgebiet vorkommenden Flora finden sich folgende Arten, die in Italien auf der Roten Liste gefährdeter Arten aufgeführt sind:
| - Alpen-Edelweiß - Braun-Segge (Unterart Carex juncella) - Draht-Segge - Kerners Schmuckblume |

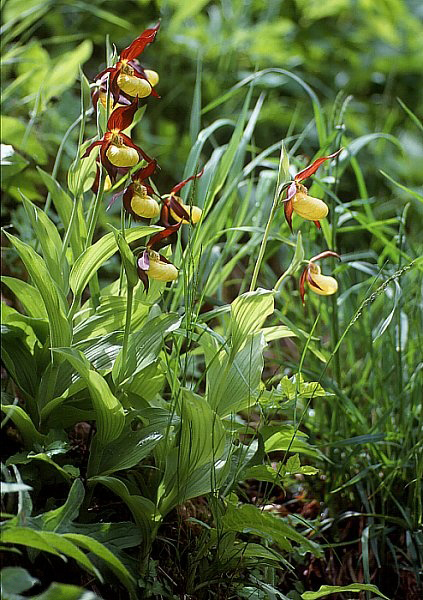
Gelber Frauenschuh
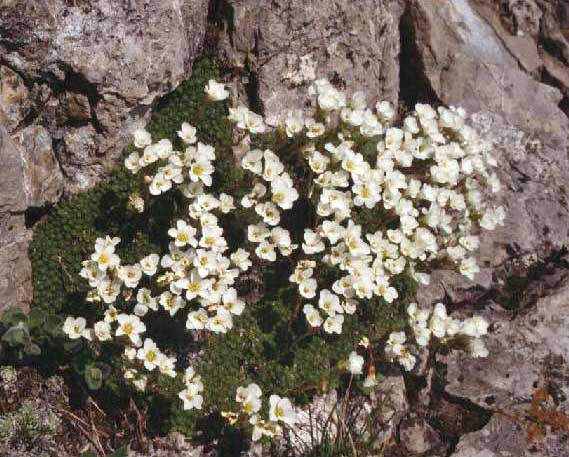
Tombea-Steinbrech
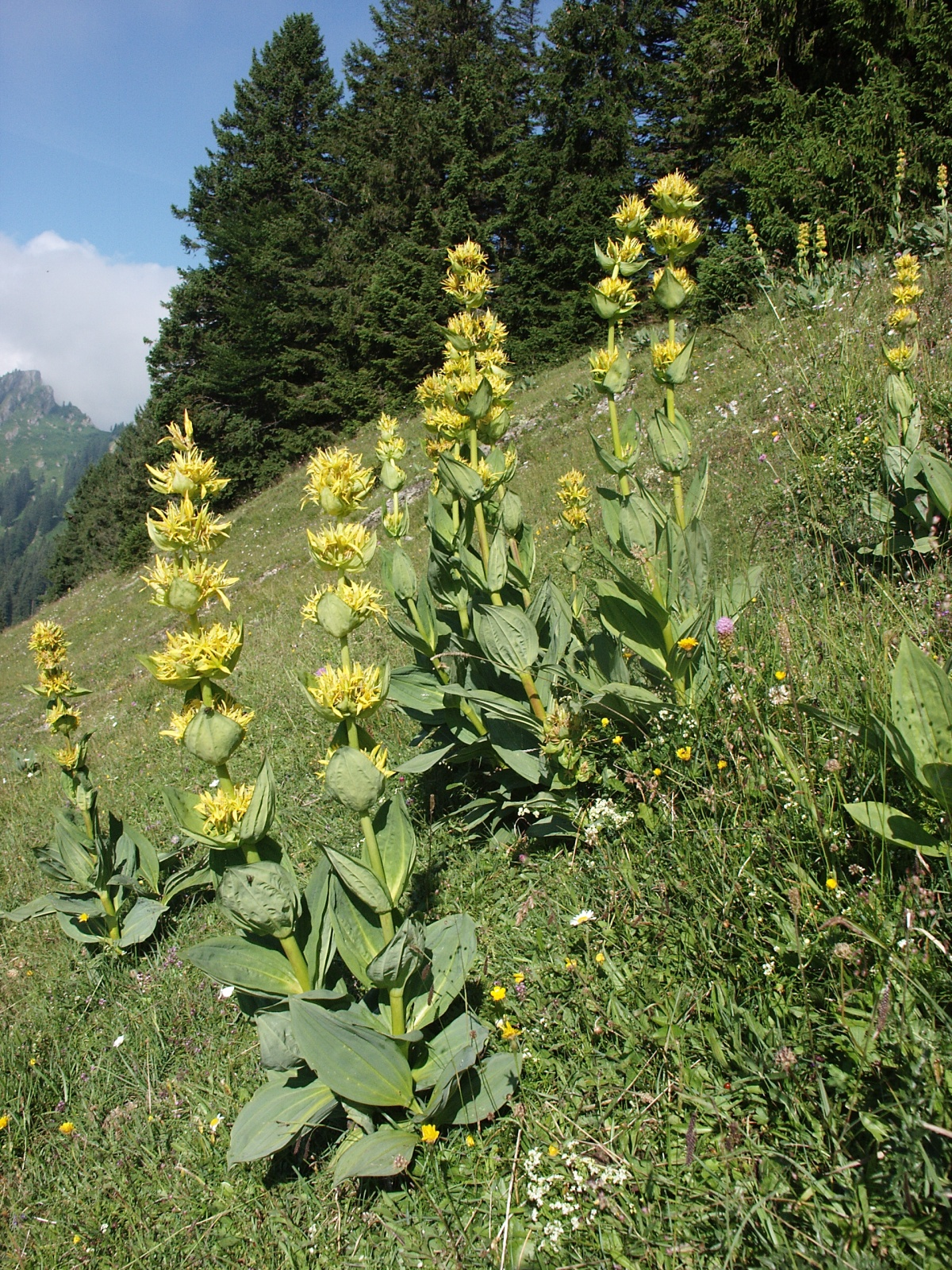
Gelber Enzian
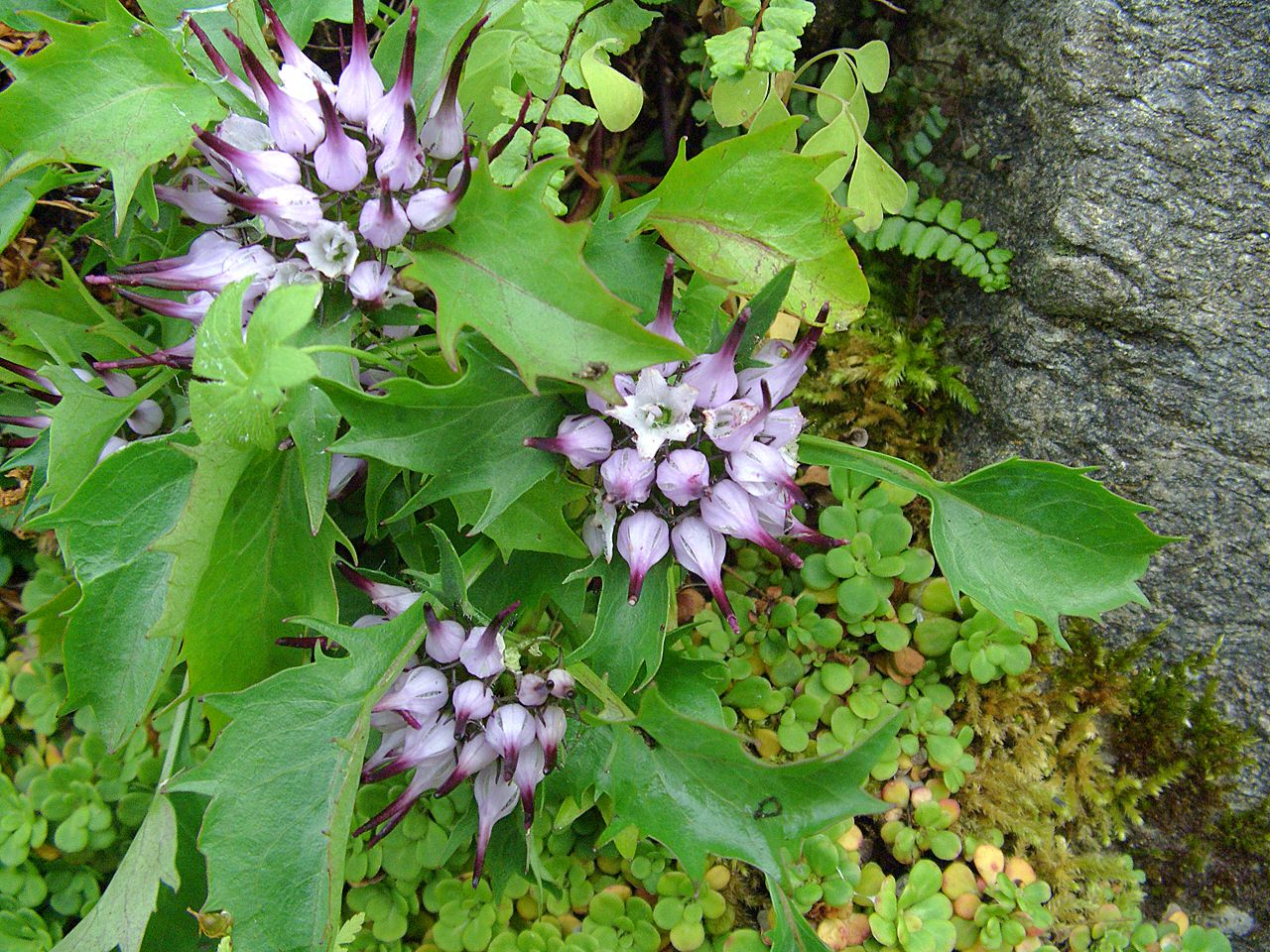
Schopfteufelskralle
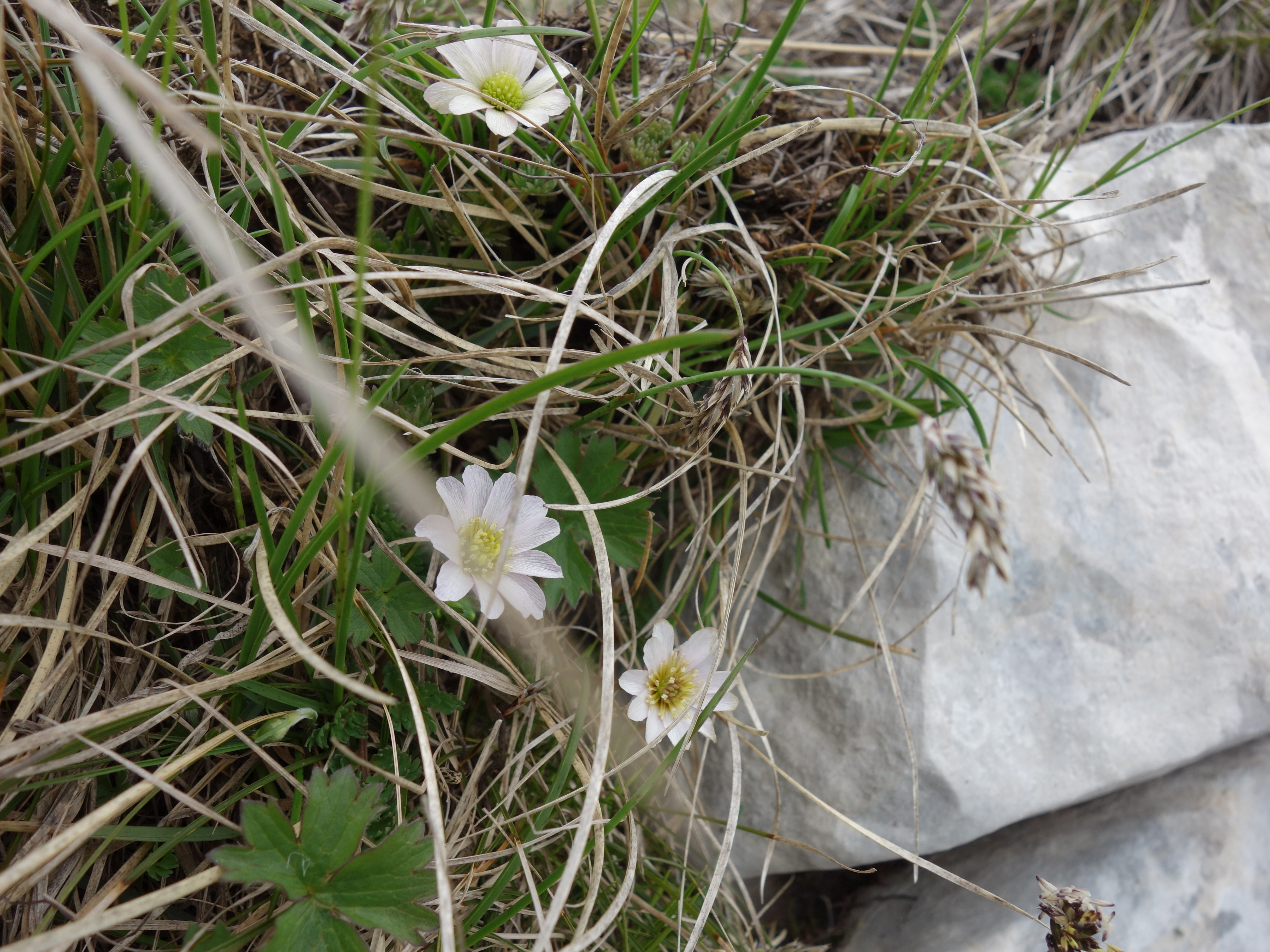
Kerners Schmuckblume

## Gefährdung und Schutzmaßnahmen
Das Schutzgebiet ist durch zunehmenden anthropogenen Druck bedroht, insbesondere durch Freizeitaktivitäten wie Wandern oder Mountainbiken. Die betrifft sowohl die Fauna als auch die Flora. Vor allem in den touristisch erschlossenen Bereichen, sollten Wanderer und Mountainbiker auf extra ausgeschilderte Strecken geleitet werden. Jede Art von Störungen in der Nähe von Brut- und Balzplätzen besonders gefährdeter Arten, wie dem Auerhuhn, sind zu vermeiden. Kein weiterer Ausbau von Infrastrukturen, wie Straßen, Wegen, Aufstiegsanlagen oder Kletterwänden vor allem in der Nähe der Habitate von Endemiten oder Brutplätzen. Auch der Zugang zu den touristisch nicht erschlossenen Höhlen ist mit der Anbringung von Sperren zu regulieren. Die Verbuschung der Rasenflächen ist durch den Erhalt einer ausgewogenen, nicht auf eng begrenzte Bereiche beschränkte Weidewirtschaft zu begegnen.